# Trono monegasco
Trono monegasco refere-se ao trono do principado de Mônaco, no momento ocupado pelo príncipe Albert II, filho de Rainer III (31 de março de 1923 — 6 de abril de 2005) e da atriz Grace Kelly (12 de novembro de 1929 — 14 de setembro de 1982).